# Nåden allena
Sola gratia (lat. ablativ, genom nåden allena), ofta återgivet som nåden allena, är en av de tre grundsatserna i Martin Luthers reformatoriska lära och den enda som inte är komponerad av Luther. Den förklarar att människan inte kan "frälsa sig själv" utan att hon enbart kan bli räddad genom Guds barmhärtighet, som man förtjänar genom rättfärdiggörelsen.
Av alla Luthers fem doktriner är detta den enda som även Romersk-katolska kyrkan accepterar (då det är en katolsk doktrin) vilket gör att den inte är speciellt aktuell att diskutera. Det som däremot är en stor knäckfråga mellan katoliker och protestanter är hur rättfärdiggörelsen går till.